# Maurice Conradi
Maurice Conradi, ros. Морис Морисович Конради (ur. 4 czerwca?/16 czerwca 1896 w Petersburgu, zm. 10 lutego 1947 w Chur) – rosyjski oficer, uczestnik I wojny światowej i wojny domowej w Rosji, zabójca Wacława Worowskiego.

## Życiorys
Urodził się w Petersburgu w rodzinie pochodzących ze Szwajcarii właścicieli fabryki słodyczy. Studiował w Instytucie Politechnicznym do 1914 roku, po czym udał się na front. Ranny podczas walk, został odznaczony Orderem Św. Jerzego. W międzyczasie ukończył szkołę oficerską w Piotrogrodzie, walczył na froncie rumuńskim, wziął udział w słynnym pochodzie z Jassów nad Don.
W czasie rewolucji październikowej stracił kilku członków swojej rodziny (m.in. ojca, wuja i jednego z braci). Walczył w oddziałach Białych; po klęsce wojsk Wrangla w 1920 roku wyjechał wraz z żoną do Zurychu, gdzie pracował w domu handlowym. Wkrótce dołączyła do nich dalsza rodzina (w tym matka), której udało się opuścić RFSRR.

## Zabójstwo Worowskiego i proces
W kwietniu 1923 roku próbował dokonać w Niemczech zabójstwa ludowego komisarza spraw zagranicznych RFSRR Cziczerina i posła w Wielkiej Brytanii Leonida Krasina, jednak nie zastał ich w oczekiwanym miejscu i wrócił do Genewy. Dowiedziawszy się o pobycie w pobliskiej Lozannie sowieckiego dyplomaty Wacława Worowskiego wraz z zaprzyjaźnionym sztabskapitanem armii rosyjskiej Arkadijem Połuninem, wybrał go na ofiarę zemsty za zamordowanych bliskich.
10 maja 1923 roku zastrzelił w restauracji hotelu „Cecille” Worowskiego oraz ranił Iwana Ariensa i Maksyma Diwiłkowskiego. Następnego dnia został aresztowany w Genewie. 5 listopada rozpoczął się w Lozannie jego proces, który na skutek działań obrony i zeznań świadków zamienił się w sąd nad bolszewizmem i skutkami rewolucji październikowej dla Rosji i Europy. Obrońcą w tym procesie był Théodore Aubert. Ostatecznie ława przysięgłych zadecydowała o uniewinnieniu Conradiego.
Wyrok sądu wzbudził oburzenie w ZSRR, co doprowadziło do zerwania stosunków handlowych ze Szwajcarią, zakazu wjazdu do ZSRR dla jej obywateli (z wyjątkiem "klasy robotniczej") oraz zaskutkowało represjami wobec żyjących w Rosji Szwajcarów. Stosunki dyplomatyczne obu krajów zostały nawiązane dopiero w 1946 roku.

## Dalsze losy Conradiego
W 1931 roku był na krótko aresztowany w Genewie za nieprawidłowe obchodzenie się z bronią (wygrażał tancerkom lokalnego kabaretu), po czym wyjechał do Francji i zaciągnął się do Legii Cudzoziemskiej służąc przez kilka lat w Afryce. Stopnia oficera ostatecznie nie otrzymał z powodu bójki z komendantem, który nazwał go "rosyjską świnią".